# Henri Labrouste
Henri Labrouste (Paris, 11 de maio de 1801 — Fontainebleau, 24 de junho de 1875) foi um arquiteto francês da famosa escola de arquitetura École des Beaux-Arts. Após uma estada de seis anos em Roma, Labrouste estabeleceu uma oficina de formação em arquitetura, que logo se tornou conhecida pelo racionalismo. Ele se tornou conhecido por seu uso de construção com estrutura de ferro e foi um dos primeiros a perceber a importância de seu uso.
Foi galardoado com o Prix de Rome.

## Vida e trabalho
Labrouste era o filho mais novo do político François-Marie Labrouste (1762-1835), membro do Conselho dos Quinhentos e da sua esposa Anne-Dominique Gourg (1764-1851). Seus irmãos eram Étienne (1792-1858), Alexandre (1796-1866), Marie-Anne (1797-1885) e Théodore (1799-1885).
Em 1819, Labrouste foi para o estúdio de Antoine Vaudoyer (1756-1846) e mais tarde mudou-se para Louis-Hippolyte Lebas (1782-1867). Com o apoio dos professores, pôde estudar na École des Beaux-Arts (EBA) e na Académie royale de peinture et de sculpture. Por ocasião da exposição anual, a Labrouste foi galardoada com o Grande Prémio de Arquitetura em 1824. Associado a isso estava uma bolsa para estudar na Académie de France à Rome (Villa Medici).

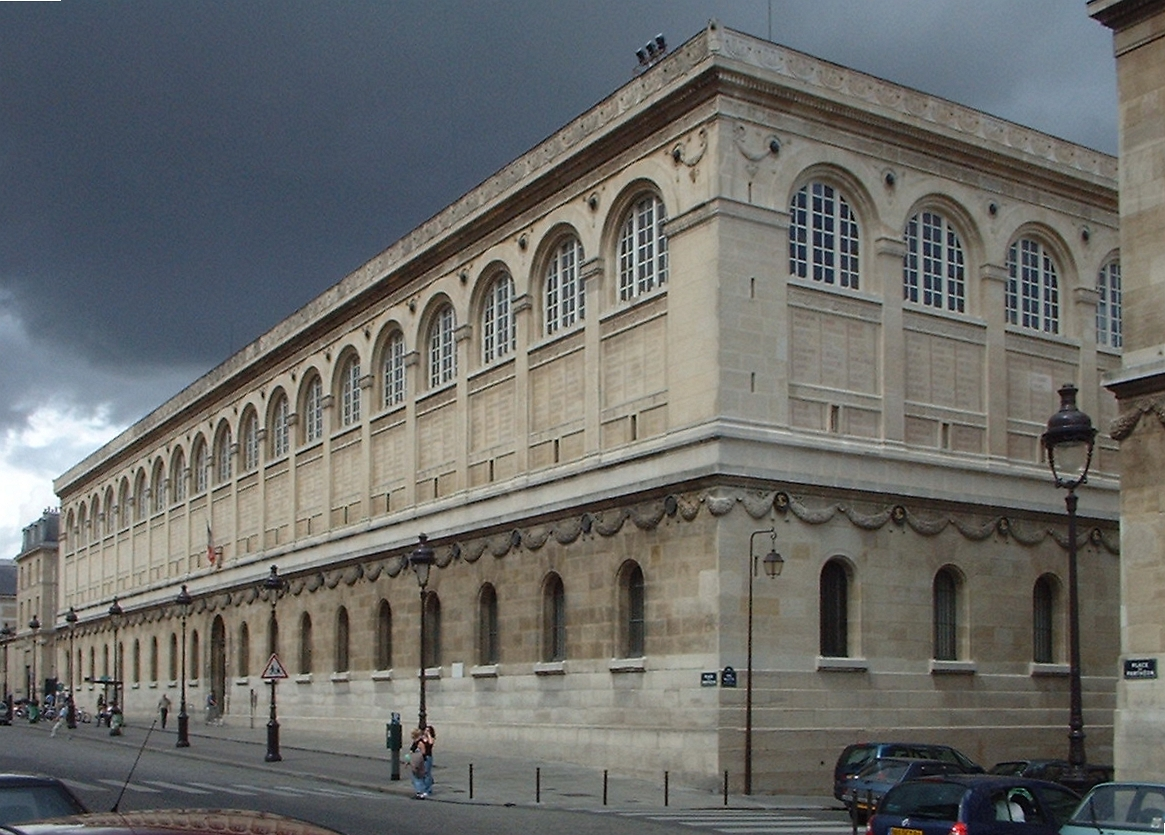
Exterior da biblioteca Sainte-Geneviève em Paris.

Em novembro de 1824, Labrouste viajou para Roma e foi cuidada pelo diretor Pierre Narcisse Guérin. Em sua jornada de ida, Labrouste visitou várias cidades italianas para estudar sua arquitetura. Uma de suas publicações mais importantes desse período foram seus desenhos do Templo de Poseidon em Paestum. Em 1830 regressou a Paris e conseguiu abrir o seu próprio estúdio a 1 de agosto do mesmo ano.
Labrouste casou-se com Marie-Joséphine Dassys (1804–1898) e teve cinco filhos com ela: Anne Marie (1838–1925), Charles François (1840–1841), François Émile (1843–?), Pierre Francois (1846–1907) e Laure (1848-1938).
Em 1829, tornou-se inspetor de obras no Palais des Beaux-Arts de Paris. Em 28 de julho de 1835, 

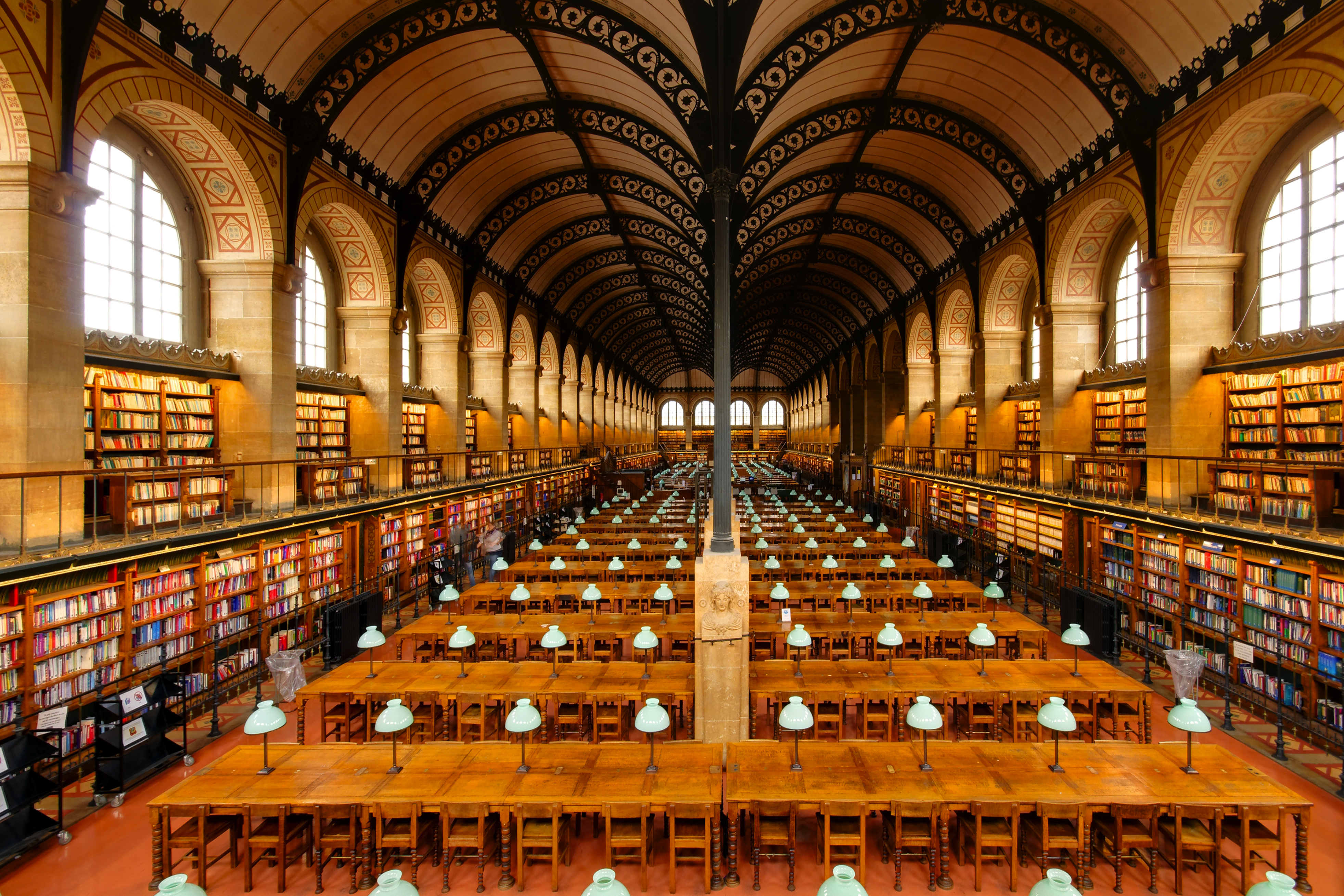
Sala de leitura da biblioteca Sainte-Geneviève em Paris.

Labrouste ficou gravemente ferido no Boulevard du Temple. Ele foi uma das vítimas de Joseph Fieschi, que havia cometido um atentado contra o rei Louis-Philippe I lá.
Após sua recuperação e algumas atribuições menores, Labrouste criou um hospital em Lausanne em 1837 e entre 1843 e 1850 a biblioteca Sainte-Geneviève em Paris. A partir de 1862 (concluído em 1868), ele criou o prédio da Biblioteca Nacional, cujo interior tem sido o modelo principal para muitos edifícios semelhantes.
Em 23 de novembro de 1867, a Académie des Beaux-Arts nomeou Labrouste para suceder a Jakob Ignaz Hittorffs, falecido em 25 de março do mesmo ano.

## Recepção
Em contraste com outros arquitetos de sua época, como Gottfried Semper, que rejeitou amplamente o uso visível do novo material de ferro ou apenas o considerou apropriado em edifícios "menores", como edifícios industriais ou estações de trem, Labrouste mostra uma arquitetura de ferro indisfarçável em seus dois edifícios da biblioteca de Paris.

## Publicações
- Notes recueillies et classées par ses enfants, Paris, 1928.

## Obras
- Biblioteca de Sainte-Geneviève[1]
- Biblioteca Nacional da França (Paris) (restauro e ampliação)[1]